# Laurens Spengler (1741-1811)
Laurens Spengler, heer van Overhage (Zaltbommel, 22 september 1741 - Huis Overhage, Cuijk, 18 juli 1811)  was een Nederlands marineofficier en de eerste burgemeester (maire) van Cuijk en Sint Agatha.

## Privé
Laurens was de tweede zoon van Johan Carel Spengler (1716-1789) en vernoemd naar zijn grootvader Laurens Spengler die burgemeester van Zaltbommel was geweest. Hij was een broer van Johannes Gerhardus Spengler (1749-1829) die in 1816 in de adelstand werd verheven. Hij was eigenaar en bewoner van landgoed Overhage te Cuijk van 1768 tot 1811.
Hij trouwde met  Anna Geertruijda Hummel (1752-1806) met wie hij elf kinderen kreeg onder wie Wilhelm August Spengler (1770-1831) en Laurens Louis Spengler (1775-1842).

## Loopbaan[1]
Laurens werd in 1759 Luitenant ter zee bij de Admiraliteit van Amsterdam, op 21 maart 1765 bevorderd tot Commandeur ter zee. Van 6 mei 1767 tot 13 juni 1768 werd hij uitgeleend aan de VOC als schipper van het VOC retourschip Schagen van Texel naar Batavia. In Kaapstad ontmoette hij zijn aanstaande bruid en trouwde aldaar met haar  op 14 februari 1768, nadat hij op 17 januari afgemonsterd was bij de VOC. Met een ander VOC-schip, de Vrouwe Kornelia Hillegonda, reisde het jonge paar terug en was op 13 juni 1768 weer in Nederland. Laurens kocht vervolgens het landgoed Overhage, de overdracht werd in december van datzelfde jaar voltooid. 
20 februari 1775 – 27 mei 1776: commandant fregat Argo onder vice-admiraal A. Hartsinck.
17 november 1777: bevorderd tot Kapitein ter zee extra-ordinaris. 30 september 1778 – oktober 1778: commandant fregat Boreas, 30 december 1778 - 26 maart 1783: fregat Thetis. In eskader Schout bij nacht L. graaf van Bylandt te St.Eustatius, naar rede Texel 27 maart - 21 mei 1779; eskader ontbonden; van rede Texel kruistochten 9 juli 1779—29 aug. 1780, van rede Texel naar Vlissingen 5 december 1780; in eskader Schout bij nacht Van Kinckel, uit eskader terug naar rede Texel 11— sept.1781. Vervolgens naar Suriname.
Op lijst Kapiteins ter zee extra-ordinaris van E. Lucas 1782. 20 mei 1785 - 18 juni 1787: Linieschip Batavier: van rede Texel naar Toulon en in eskader Ktz. J. Boot, kruisen ter bescherming van de handel 19 mei — 4 juli 1786,met geschenken naar Algiers, Tunis en Tripoli 17 juli — 27 sept.1786, kruisen van Toulon naar Lissabon 15 dec.1786 — 6 febr.1787 en naar Hellevoetsluis (zware storm) 25 febr. — 12 mrt. 1787.
Op 25 oktober 1888 bevorderd tot Kapitein ter Zee ordinaris, op 26 december 1889 tot Schout bij nacht extra-ordinaris
21 okt.1791—22 apr.1793: Fregat Alliantie: naar West-Indië; vervolgens bij Schelde verdediging en bij konvooi naar Spanje.
Tussen mei 1793 commandant linieschip Utrecht, naar West-Indië, na terugkeer kruisen (patrouilleren) op de Noordzee met verschillende eskadersamenstellingen tot september 1994. Naar zijn gedrag in 1794/1795 werd door een Hoge Zeekrijgsraad een onderzoek ingesteld.
16 januari 1795 - 4 maart 1796: a/b linieschip Zeeland als commandant van een divisie (Zeeland, Tholen, Meermin en Pijl) van rede Vlissingen om konvooi bestemd voor Oost-Indië op te halen vanuit Plymouth 16 jan.1795. De 5e Engelse oorlog breekt uit op 18 jan.1795: onder Engels embargo in de haven van Plymouth vanaf 20 januari 1795. Na meer dan een jaar ontbering breekt oproer uit onder de bemanning van de Zeeland en de Tholen, die door de Engelsen wordt opgehitst tot desertie; kapt.ltz. P.J. Poutsma, 1e officier, wordt tijdens een muiterij door de bemanning op 23 februari 1796 vermoord; schip door de Engelsen genomen 4 mrt. 1796 en in Engelse krijgsgevangenschap tot 7 juli 1796.
Laurens nam ontslag uit de marinedienst na zijn terugkeer uit Engeland, en trok zich terug op het landgoed Overhage. In juli 1810 aanvaardde hij de benoeming als maire (feitelijk de eerste burgemeester) van de gemeente Cuijk en Sint Agatha. Hij overleed een jaar later  in 1811.